# Знахар (фільм, 2023)
«Зна́хар» (пол. Znachor) — польський драматичний фільм 2023 року режисера Міхала Ґазди, чергова екранізація однойменного роману Тадеуша Доленги-Мостовича 1937 року. У головній ролі знявся актор Лешек Ліхота.
Продюсером фільму є стрімінгова платформа Netflix, на якій прем'єра відбулася 27 вересня 2023 року. Допрем'єрні покази в кінотеатрах розпочалися 20—25 вересня 2023 року в кількох польських містах.
Це третя екранізація роману «Знахар» Тадеуша Доленги-Мостовича; попередні були створені в 1937 і 1982 роках. За сюжетом, лікар, «який утратив сім'ю, пам'ять і репутацію», завдяки зустрічі з однією людиною отримує шанс докорінно змінити життя.

## Сюжет
«Знахар» — це історія хірурга, професора Рафала Вільчура, який перебуває на піку своєї успішної медичної кар'єри, коли його несподівано покидає дружина, забравши з собою кохану доньку Марисю. Покинутий дружиною, він стає жертвою пограбування і в результаті поранення голови втрачає пам'ять. Після пограбування його вважають мертвим, але через 15 років він повертається в сільську місцевість, нічого не пам'ятаючи. Проте, попри амнезію, професор Вільчур (Антоні Косіба) має певні переривчасті спогади про свою дочку і може займатися своєю професією. Коли він знову перетинається зі своєю дочкою, йому нагадують про його любов до неї.

## Виробництво
Фільм знімався в різних локаціях: Згеж, Люблін (Музей люблінського села), Неборув (палац), Фаленти (палац), Гловно, Новосолна (частина Лодзі), Свідник, Кшчонув, Лів і Надажин.

## У ролях
| Актор                 | Роль                                 |
| --------------------- | ------------------------------------ |
| Лешек Ліхота          | професор Рафал Вільчур Антоні Косіба |
| Марія Ковальська      | Марися дочка професора               |
| Ігнасі Лісс           | граф Лешек Чинський                  |
| Анна Шиманчик         | Зоська                               |
| Мирослав Ганішевський | Єжи Добранецький                     |
| Миколай Грабовський   | граф Станіслав Чинський              |
| Ізабела Куна          | графиня Чинська                      |
| Павел Томашевський    | барон Кшешовський                    |
| Малгожата Міколайчак  | Беата Вільчур дружина професора      |
| Лукаш Щепановський    | Міхал                                |
| Артур Барцісь         | Юзеф дворецький                      |